# Phygadeuon austriacus
Phygadeuon austriacus là một loài tò vò trong họ Ichneumonidae.